# Резник, Роман Игоревич
Роман Игоревич Резник (28 января 1995, Мурманск, Россия) — российский музыкант, барабанщик. Работает с Земфирой, Обе две, Васей Обломовым, The Retuses и другими артистами.

## Биография

### 1995—2016
Родился в Мурманске в 1995 году. В 2012 поступил в Мурманский колледж искусств на отделение «Музыкальное искусство эстрады». С 2013 года сотрудничает с Мурманской областной филармонией, участвуя в проектах под руководством дирижеров Damian Iorio, Владимира Беглецова и других, готовит программу с Дмитрием Хворостовским. Параллельно академической карьере начинает играть в группе Mr.Bape! Много гастролирует по России и Норвегии, становится резидентом танцевального фестиваля V1 Battle в Санкт-Петербурге. Там же музыканты знакомятся с Кириллом Толмацким (Децл) и выступают вместе. Этот концерт, один из последних в карьере артиста, запечатлён в посмертном фильме «С закрытыми окнами». Годом позднее в рамках V1 Battle Mr.Bape! играют с группой Bad Balance. Группа начинает работать над первой пластинкой «Grooves For your Moves, Pt. 1».
В 2016 году заканчивает Мурманский колледж искусств, переезжает в Москву и поступает в Российскую академию музыки им. Гнесиных.

### 2017—2022
Вместе с Виктором Скорбенко создают инди-фолк группу Нотэбёрд, пригласив в состав гитариста группы Zorge Дмитрия Зильперта. Принимает участие в электронном сольном проекте Скорбенко Acytota.
Сотрудничает с российскими исполнителями Людмилой Соколовой и Sofi Maeda.
В 2019 знакомится с Михаилом Родионовым, сразу становится основным барабанщиком группы The Retuses и едет в тур в поддержку альбома «OMYT».
В 2020 году месте с Евой Гурари (Mirèle), Женей Мильковским (Нервы) и Виктором Скорбенко (Нотэбёрд) в составе группы MIRÈLE выступает на шоу «Вечерний Ургант».
Начинает сотрудничество с Васей Обломовым.
С 2021 года — барабанщик группы Обе Две и Земфиры.
24 и 26 февраля 2022 года участвует в презентации альбома «Бордерлайн», осенью с этой же программой отправляется в большой европейский тур.

## Дискография
- «Grooves for Your Moves, Pt. 1» (2017) Mr. Bape!
- «Нотэбёрд» (2019) Нотэбёрд
- «Waves», «Strach» (2020) Acytota
- «Монохром Live» (2021) Mirèle
- «Разобрали дни» (2023) Нотэбёрд
- «За окном» (2023) Нотэбёрд